# 鳴門線
鳴門線（なるとせん）は、徳島県鳴門市の池谷駅から鳴門駅に至る四国旅客鉄道（JR四国）の鉄道路線（地方交通線）である。
高徳線を介して徳島市と淡路島に面した鳴門市を結んでいるが、淡路島および京阪神方面との連絡は高速バスが主流で、こちらは都市間輸送が中心の路線である。

## 路線データ
- 管轄（事業種別）：四国旅客鉄道（第一種鉄道事業者）
- 路線距離（営業キロ）：8.5km
- 軌間：1067mm
- 駅数：7（起終点駅含む）
  - 鳴門線所属駅に限定した場合、起点の池谷駅（高徳線所属[2]）が除外され、6駅となる。
- 複線区間：なし（全線単線）
- 電化区間：なし（全線非電化）
- 閉塞方式：自動閉塞式（特殊）
- 交換可能駅：なし
- 最高速度：85km/h
- 指令所：高松指令所

## 利用状況

### 平均通過人員
各年度の平均通過人員（人/日）は以下のとおりである。
| 年度                   | 平均通過人員（人/日） | 出典  |
| 年度                   | 池谷 - 鳴門           | 出典  |
| ---------------------- | --------------------- | ----- |
| 1989年度（平成元年度） | 2,454                 | [ 3 ] |
| 2012年度（平成24年度） | 1,778                 | [ 3 ] |
| 2013年度（平成25年度） | 1,890                 | [ 3 ] |
| 2014年度（平成26年度） | 1,920                 | [ 3 ] |
| 2015年度（平成27年度） | 1,944                 | [ 4 ] |
| 2016年度（平成28年度） | 2,033                 | [ 4 ] |
| 2017年度（平成29年度） | 1,917                 | [ 5 ] |
| 2018年度（平成30年度） | 1,930                 | [ 5 ] |
| 2019年度（令和元年度） | 1,925                 | [ 5 ] |
| 2020年度（令和02年度） | 1,508                 | [ 6 ] |
| 2021年度（令和03年度） | 1,557                 | [ 7 ] |
| 2022年度（令和04年度） | 1,701                 | [ 8 ] |
| 2023年度（令和05年度） | 1,818                 | [ 9 ] |

### 収支・営業係数
各年度の収支（営業収益、営業費、営業損益）、営業係数は以下のとおりである。営業係数は共通費を含んだ金額であり、2022年度（令和4年度）は営業費と営業損益についても、共通費を含んだ金額が開示されている。▲はマイナスを意味する。
| 年度                   | 収支（百万円） | 収支（百万円） | 収支（百万円） | 営業 係数 （円） | 出典   |
| 年度                   | 営業 収益      | 営業費         | 営業 損益      | 営業 係数 （円） | 出典   |
| ---------------------- | -------------- | -------------- | -------------- | ---------------- | ------ |
| 2019年度（令和元年度） | 68             | 228            | ▲160           | 334              | [ 10 ] |
| 2020年度（令和02年度） | 46             | 223            | ▲177           | 483              | [ 11 ] |
| 2021年度（令和03年度） | 50             | 232            | ▲182           | 468              | [ 12 ] |
| 2022年度（令和04年度） | 57             | 235            | ▲178           | 412              | [ 13 ] |

## 運行形態
正式な起点は池谷駅だが、列車運行上は鳴門駅から池谷駅へ向かう列車が下り、逆方向が上りとなっている。これは、池谷駅で接続する高徳線に方向を合わせたためである。
定期列車はすべて普通列車で、1時間に1本程度の運転である。平日朝に鳴門 - 池谷間折り返しの線内完結列車が1往復あるほかは、全列車が高徳線に乗り入れて徳島まで直通運転し、鳴門 - 徳島間で運転されている。また、朝の牟岐発鳴門行き、鳴門発桑野行き、それぞれ1本のみが徳島駅を越えて牟岐線と直通運転する。徳島駅側からは直通運転が行われている一方で、高松駅側からは接続駅である池谷駅で乗り換えとなるが、特急「うずしお」との連絡は悪く、30分から1時間ほど乗換え時間を要する場合がある。なお、池谷駅通過、勝瑞駅停車の「うずしお」を利用して高松方面 - 鳴門線を利用する場合に限り池谷 - 勝瑞間の区間外乗車が可能である。ただし、特急券は乗車駅基準となるため、池谷駅発と勝瑞駅発で特急料金が異なる駅がある。
2014年3月15日のダイヤ改正で増発された平日朝運転の鳴門 - 池谷間の普通列車1往復のうち鳴門発池谷行が途中駅無停車であるほかは、全列車が各駅に停車、所要時間は17-19分である。2014年増発の列車は、従来朝の鳴門着一番列車が朝8時過ぎ着と不便であったため、従来の鳴門発徳島行2番列車を徳島行となる前の間合い運用で池谷へ往復させているもので、池谷行を無停車として所要を11分に切り詰め、池谷での折り返し時間を確保して、車両増備なしでの増発を実現させた。
一部列車はワンマン運転を実施している。途中駅ではホームの長さが2両分しかない駅が多く、3両編成の列車では池谷方1両をドアカットしている。現在、途中駅はすべてホーム1本に線路1線の1面1線になっており、線内での列車交換ができない全線一閉塞路線である。
以前は途中駅のホームの嵩上げが行われていなかったため、ドアステップのない1000形（およびその改造車1200形）、1500形は途中駅に停車できなかった。そのため、途中駅を通過する臨時快速「鳴門きんときライナー」（後述）が運行されていた時期を除きこれらの車両が運用されたことはなかったが、2010年5月頃から8月下旬にかけて、2両分のホームの嵩上げ工事が行われたため、これらの車両が停車可能となった。
Jリーグ・徳島ヴォルティスのホームスタジアムである徳島県鳴門総合運動公園陸上競技場（鳴門・大塚スポーツパークポカリスエットスタジアム）の最寄り駅が鳴門駅となるため、試合開催日にはアクセスを担う列車について増結が行われるほか、試合時間によっては鳴門駅発徳島行の臨時列車が運行される場合がある。

### 鳴門きんときライナー
2006年6月1日 - 11月30日の平日（阿波踊り期間中を除く）に、徳島 - 鳴門間に、上りのみ途中駅ノンストップの臨時快速列車「鳴門きんときライナー」が1500形を使用して運転された。これは、徳島市内の中学生が考案した列車で、列車の案内表記は「快速鳴門きんときライナー」。鳴門市の特産品である鳴門金時から名付けられた。乗車前に乗車整理券を購入する必要があった。
かつて徳島県では小松島線、牟岐線直通の急行「よしの川」の徳島 - 小松島港（廃止後は南小松島）間や徳島線で「よしの川」から格下げされた快速列車が設定されていた時期があったが、ここ十数年は快速列車は存在しておらず、また、徳島県において愛称付きの快速列車が運行されるのはイベント列車を除けば初となる。しかし、本数は鳴門行きの1本のみと少なく、さらに運賃に加え乗車整理券分310円を要することから（徳島 - 鳴門間の普通運賃は当時350円。2023年5月現在430円）、半年で運転終了となった。

## 使用車両
- 1500形
- 1200形
- キハ40形・キハ47形

### 過去の使用車両
- キハ10系
- キハ20系
- キハ35系
- キハ45系

## 歴史
阿波電気軌道が徳島と鳴門を結ぶ目的で、古川 - 中原 - 吉成 - 池谷 - 撫養（後のゑびす前、現・撫養）間を1916年に開業させた。徳島とは中原から吉野川の渡船で連絡していた。阿波電気軌道と名乗ってはいたが全路線が非電化で、当初の計画通りに電化できず後に阿波鉄道と改称している。撫養（現・鳴門）まで延伸された後、国有化され阿波線となり、高徳本線が全通した1935年に池谷 - 撫養（現・鳴門）間が撫養線となった。その後、1952年に鳴門線と改称された。
鳴門線はいわゆる赤字83線に指定されながら現在もJR線として存続している路線の一つである（逆に近隣の、かつ同じく阿波電気軌道が開業した路線である鍛冶屋原線は赤字83線に指定され、指定通りに廃止された路線の一つである）。鳴門線が存続した要因としては、赤字83線による指定から、特定地方交通線による廃止対象路線が検討されるまでに徳島市方面への通勤・通学客が増え、基準をクリアしたことが挙げられる。しかしながら人口減少・車社会の進展に加え徳島 - 鳴門間には運転本数で上回る徳島バスの路線があり、2008年度分の統計によれば、鳴門線の輸送密度は1,643人/日まで減っている。この数字は、特定地方交通線として廃止された路線の輸送密度と同水準である。
同時期に、大鳴門橋と明石海峡大橋を鉄道併用橋として建設して徳島 - 淡路島 - 京阪神を結ぶ鉄道路線（本四淡路線。改正鉄道敷設法別表86-2・87）の計画があったが、1973年に本州四国連絡橋の工事に関する基本計画が指示されたときには、本四淡路線は新幹線規格のみとされており、鉄道併用対応で建設された大鳴門橋は鳴門線との接続を考慮していない。

### 年表
- 1916年（大正5年）7月1日 ： 阿波電気軌道が古川 - 中原 - 吉成 - 池谷 - 撫養（後のゑびす前、現・撫養）間開業。
- 1924年（大正13年）1月1日 ： 天理教前駅（現・教会前駅）開業。
- 1926年（大正15年）4月30日 ： 阿波電気軌道が阿波鉄道に社名変更。
- 1928年（昭和3年）1月18日 ： ゑびす前（現・撫養） - 撫養（現・鳴門）間が開業し全通。撫養駅をゑびす前駅に改称。
- 1933年（昭和8年）7月1日 ： 国有化され阿波線となる。ゑびす前駅を蛭子前駅に改称。
- 1935年（昭和10年）3月20日 ： 高徳本線の全通に伴い、池谷 - 撫養間が撫養線となる。吉成 - 池谷間を高徳本線へ編入し、古川 - 吉成間を廃止。
- 1948年（昭和23年）8月1日 ： （1916年開業の）蛭子前駅を撫養駅に、（1928年開業の）撫養駅を鳴門駅に改称。
- 1952年（昭和27年）3月1日 ： 鳴門線に改称。
- 1961年（昭和36年）4月15日 ： 阿波大谷駅開業。
- 1977年（昭和52年）3月15日 ： CTC化。
- 1984年（昭和59年）2月1日 ： 貨物営業廃止。
- 1987年（昭和62年）4月1日 ： 国鉄分割民営化により四国旅客鉄道に承継。
- 1989年（平成元年）4月10日 ： ワンマン運転開始[19]。
- 2006年（平成18年）6月1日 ： 徳島 - 鳴門間で「鳴門きんときライナー」が運行を開始（11月30日まで）。

## 駅一覧
便宜上、ほとんどの列車が乗り入れる高徳線徳島駅からの区間を記載。
- 駅番号は高徳線のものも併記した。
- 営業キロは池谷駅起点。
- 平日朝の鳴門発池谷行1本のみ途中駅無停車で、他は全列車が各駅に停車する。
- 線路 … ◇・∧・∨：列車交換可、｜：列車交換不可（徳島駅 - 佐古駅間は単線並列、佐古駅 - 鳴門駅間は単線）
- 全駅徳島県内に所在。

| 路線名 | 駅番号 | 駅名       | 営業キロ | 営業キロ | 接続路線                            | 線路 | 所在地        | 所在地 |
| 路線名 | 駅番号 | 駅名       | 駅間     | 累計     | 接続路線                            | 線路 | 所在地        | 所在地 |
| ------ | ------ | ---------- | -------- | -------- | ----------------------------------- | ---- | ------------- | ------ |
| 高徳線 | T00    | 徳島駅     | -        | 10.3     | 四国旅客鉄道：●M 牟岐線（M00）      | ∧    | 徳島市        |        |
| 高徳線 | T01    | 佐古駅     | 1.4      | 8.9      | 四国旅客鉄道：●B 徳島線（B01）      | ∨    | 徳島市        |        |
| 高徳線 | T02    | 吉成駅     | 4.9      | 4.0      |                                     | ◇    | 徳島市        |        |
| 高徳線 | T03    | 勝瑞駅     | 1.3      | 2.7      |                                     | ◇    | 板野郡 藍住町 |        |
| 高徳線 | T04    | 池谷駅     | 2.7      | 0.0      | 四国旅客鉄道：●T 高徳線（高松方面） | ◇    | 鳴門市        |        |
| 鳴門線 | N04    | 池谷駅     | 2.7      | 0.0      | 四国旅客鉄道：●T 高徳線（高松方面） | ◇    | 鳴門市        |        |
| 鳴門線 | N05    | 阿波大谷駅 | 1.3      | 1.3      |                                     | ｜   | 鳴門市        |        |
| 鳴門線 | N06    | 立道駅     | 1.7      | 3.0      |                                     | ｜   | 鳴門市        |        |
| 鳴門線 | N07    | 教会前駅   | 1.9      | 4.9      |                                     | ｜   | 鳴門市        |        |
| 鳴門線 | N08    | 金比羅前駅 | 0.8      | 5.7      |                                     | ｜   | 鳴門市        |        |
| 鳴門線 | N09    | 撫養駅     | 1.5      | 7.2      |                                     | ｜   | 鳴門市        |        |
| 鳴門線 | N10    | 鳴門駅     | 1.3      | 8.5      |                                     | ∧    | 鳴門市        |        |

1. ↑  徳島線の列車は全て徳島駅まで乗り入れる。

### 廃止区間
当時は阿波線。1935年3月20日に廃止（吉成 - 池谷間は高徳本線に編入）。
- 古川駅 - 阿波中原駅 - 吉成駅 - 勝瑞駅 - 池谷駅

阿波中原駅で吉野川連絡船と連絡。